# Joševa (miasto Loznica)
Joševa (cyr. Јошева) – wieś w Serbii, w okręgu maczwańskim, w mieście Loznica. W 2011 roku liczyła 1037 mieszkańców.